# كات كاندلر
كات كاندلر (بالإنجليزية: Kat Candler)‏ هي منتجة أفلام ومونتيرة وكاتبة سيناريو ومخرجة أمريكية، ولدت في 11 نوفمبر 1974 في أتلانتا في الولايات المتحدة.

## وصلات خارجية
- كات كاندلر على موقع IMDb (الإنجليزية)
- كات كاندلر على موقع ألو سيني (الفرنسية)
- كات كاندلر على موقع أول موفي (الإنجليزية)
- كات كاندلر على موقع قاعدة بيانات الفيلم (الإنجليزية)
- كات كاندلر على موقع كينوبويسك (الروسية)